# Stanisław Wszołek
Stanisław Wszołek (ur. 13 września 1958 w Bieczu) – polski duchowny katolicki, profesor nauk teologicznych, kierownik Katedry Metafizyki Wydziału Filozoficznego Uniwersytetu Papieskiego Jana Pawła II w Krakowie, w latach 2006–2009 dziekan Wydziału Filozoficznego Papieskiej Akademii Teologicznej w Krakowie.

## Życiorys
Pochodzi z parafii św. Andrzeja Apostoła w Rożnowicach. Po ukończeniu studiów filozoficzno-teologicznych w Wyższym Seminarium Duchownym w Tarnowie w 1983 uzyskał tytuł magistra teologii. 22 maja 1983 otrzymał święcenia kapłańskie z rąk bpa Jerzego Ablewicza. W latach 1985–1990 odbył studia na Wydziale Filozoficznym Papieskiego Uniwersytetu św. Tomasza z Akwinu w Rzymie. W roku 1995 na Wydziale Filozoficznym Papieskiej Akademii Teologicznej  w Krakowie (PAT) uzyskał stopień doktora z filozofii, za rozprawę pt. The Hypothesis of Indeterminism. A Critical Examination of Łukasiewicz's Argument, napisaną pod kierunkiem prof. Michaela Tavuzziego. W latach 1991–1994 został skierowany do pracy wychowawczej w seminarium duchownym w Tarnowie. Pełnił także funkcje diecezjalnego duszpasterza akademickiego i diecezjalnego duszpasterza środowisk twórczych. W 1998 r., na podstawie pracy pt. Nieusuwalność metafizyki. Logiczno-lingwistyczne aspekty debaty R. Carnapa z L. Wittgensteinem i Karlem Popperem uzyskał habilitację z filozofii (na Wydziale Filozoficznym PAT, podobnie jak doktorat). W latach 1998–1999 prowadził wykłady w College of Liberal Arts w Detroit w USA. W 1999 został zatrudniony w charakterze adiunkta na Wydziale Filozoficznym PAT (Katedra Filozofii Nauki i Logiki). W 2003 r. uzyskał stanowisko profesora nadzwyczajnego PAT w Krakowie (Katedra Metafizyki). W 2006 r. nadano mu tytuł profesora nauk teologicznych.
W latach 2006–2009 pełnił funkcję dziekana Wydziału Filozoficznego PAT w Krakowie.

## Wybrane publikacje
Publikacje książkowe:
- The Hypothesis of Indeterminism. A Critical Examination of Łukasiewicz's Argument, Rzym 1990
- Pytając o Boga, Tarnów 1994
- Pękające projekty. Szkice z filozofii religii, Tarnów 1996
- Nieusuwalność metafizyki. Logiczno-lingwistyczne aspekty debaty Rudolfa Carnapa z Ludwigiem Wittgensteinem i Karlem R. Popperem, Tarnów 1997
- Racjonalność wiary, Kraków 2003 (w 2005 r. wydana również w j. ros.)
- Wprowadzenie do filozofii religii (myśl filozoficzna), Kraków 2004
- Elementy metafizyki, cz. I, Tarnów 2008